# Cimolomys
Cimolomys és un gènere extint de mamífers multituberculats de la família dels cimolòmids que visqueren a Nord-amèrica durant el Cretaci superior, fa entre 66 i 85,8 milions d'anys. Se n'han trobat restes fòssils al Canadà i els Estats Units. La quarta dent premolar superior (P4), llarga i baixa, presentava vuit o nou cúspides. La primera dent molar superior (M1) tenia les cúspides arranjades en fileres paral·leles, una configuració poc habitual en els mamífers nord-americans del Cretaci. El nom genèric Cimolomys significa ‘ratolí del Cretaci’.